# РК Страсбург
Расинг Клуб дьо Страсбург (на френски: Racing Club de Strasbourg), познат още и като РК „Страсбург“, РКС или само „Страсбург“ е френски футболен клуб. Основан е през 1906 г. в Страсбург, Франция. Придобива професионален статут през 1933 г. Отборът претърпява сериозна финансова криза и впоследствие на фалит губи професионалния си лиценз, след което бива изхвърлен в CFA 2 (5 ДИВИЗИЯ) на Франция. От новия сезон отново е член на Лига 1.
„Страсбург“ е сред шестте отбора, печелили трите значими френски трофеи – Лига 1, Купата на Франция и Купата на Лигата. Също така е и сред шестте отбора, изиграли повече от 2000 мача (56 сезона) в Лига 1.
Забележителното е, че „Страсбург“ става шампион със 8 местни футболисти от Елзас в основния състав.

## Успехи

### Национални
- Лига 1
  -  Шампион (1): 1978/79.
  -  Вицешампион (1): 1934/35.
  -  3-то място (3): 1935/36, 1946/47, 1977/78.
- Купа на Франция
  -  Носител (3): 1950/51, 1965/66, 2000/01.
- Купа на Лигата на Франция
  -  Носител (4): 1963/64, 1996/97, 2004/05, 2018/19.
- Лига 2
  -  Шампион (4): 1971/72, 1976/77, 1987/88, 2016/17.
  -  Сребърен медал (2): 1964, 1988.
- Дивизия Насионал (Лига 3)
  -  Шампион (1): 2015/16.
- CFA (4 дивизия)
  -  Шампион (1): 2012/13.
- CFA 2 (5 дивизия)
  -  Шампион (1): 2011/12.

### Международни
- Купа Интертото
  -  Носител (1): 1995.

## Известни играчи
- Арсен Венгер
- Морган Шнайдерлин
- Реми Веркутр
- Кевин Гамейро
- Реми Гард
- Оливие Дакур
- Юри Джоркаефф
- Раймон Доменек
- Доминик Дропси
- Жаки Дюгеперу
- Жан-Жак Маркс
- Леонар Шпехт
- Жак Нови
- Рене Дойчман
- Ив Ерлахер
- Роже Жув
- Франсис Пиасецки
- Албер Гемрих
- Жоел Танте
- Ролан Вагнер
- Токомон Намбатинг
- Валериан Исмаел
- Франк Лебьоф
- Пеги Люйиндюла
- Дидие Сикс
- Марио Хаас
- Мамаду Ба
- Артур Бока
- Седрик Канте
- Хосе Луис Чилаверт
- Александър Мостовой
- Магай Гай
- Мамаду Нианг
- Даниел Любоя
- Ян Сухопарек
- Микаел Дорсин
- Александр Фарнеруд
- Понтус Фарнеруд

## Български футболисти
- Пенко Рафаилов: 1937/38
- Андрей Желязков: 1985/86 - (33 мача - 1 гол)
- Димитър Рангелов: 2006/07 - (15 мача - 3 гола)
- Емил Гъргоров: 2006/10 - (51 мача - 4 гола)

## Известни играчи
- Жилбер Грес

## Български футболисти
- Пенко Рафаилов: 1937 – 1938
- Андрей Желязков: 1985 – 1986 в Лига 1
- Димитър Рангелов: 2006 – 2007 в Лига 2
- Емил Гъргоров: 2006 – 2010 в Лига 2